# Couronne de Napoléon Ier
Ne doit pas être confondue avec la tiare de Napoléon.
La couronne de Napoléon Ier est un insigne et joyau impérial français, fabriquée pour l'empereur Napoléon Ier et utilisée lors de son couronnement le 2 décembre 1804. Napoléon appela sa nouvelle couronne la « couronne de Charlemagne », le nom de l'ancienne couronne royale de France qui avait été détruite lors de la Révolution française.

## Histoire

### Origine
La Révolution française, avec l'abolition de la monarchie et l'exécution du roi Louis XVI et de la reine Marie-Antoinette, avait conduit à la destruction de la plupart des anciens joyaux de la couronne.
Lorsque Napoléon Ier se proclame empereur des Français une décennie plus tard, il décide de créer de nouveaux insignes impériaux, dont la pièce maîtresse sera sa « couronne de Charlemagne ». Elle est réalisée en 1804 par l'orfèvre Martin-Guillaume Biennais qui l'orne de camées et de pierres prélevés sur le reliquaire de la tête de saint Benoît, provenant du trésor de Saint-Denis.

### Utilisation lors du sacre deNapoléonIer
Au cours du sacre lui-même (qui a d'ailleurs lieu non pas à l'emplacement traditionnel des couronnements royaux français, la cathédrale de Reims, mais à la cathédrale Notre-Dame de Paris), Napoléon utilise deux couronnes. 
Initialement, il place une couronne de laurier en or, à l'image de celle des empereurs romains, sur sa propre tête. Ensuite, il place brièvement la couronne impériale de Charlemagne sur sa tête, puis la toucha à la tête de l'impératrice Joséphine.

Le Sacre de Napoléon, par Jacques-Louis David.

### Après l'Empire
La couronne de Napoléon est utilisée jusqu'à sa seconde abdication en 1815. Le roi Louis XVIII, frère de Louis XVI, est installé sur le trône en tant que roi de France et de Navarre après le renversement de Napoléon. Contrairement à son frère et à l'empereur, le nouveau roi choisit de ne pas avoir de couronnement. La couronne de Napoléon est cependant présentée lors de ses obsèques. Lorsque son frère, Charles X, devient roi à son tour en 1824, il rétablit le couronnement monarchique traditionnel à Reims et est couronné l'année suivante en utilisant d'abord la couronne de Napoléon puis la couronne royale française pré-révolutionnaire restante, celle de Louis XV. C'est le dernier sacre en date dans l'histoire de France.
La couronne de Napoléon est cependant présentée lors de la prestation de serment de Louis-Philippe Ier comme roi des Français le 9 août 1830.
Quand Napoléon III se proclame empereur des Français en 1852, il choisit de ne pas avoir de sacre et de ne pas porter la couronne de Napoléon Ier. Néanmoins, deux couronnes sont créées, une pour lui-même et une seconde, pour l'impératrice Eugénie.

### Vente des Joyaux de la Couronne
En 1885, pour empêcher toute nouvelle tentative de restauration royale ou impériale, la Chambre des députés choisit de vendre la plupart des joyaux de la couronne française. Les couronnes, à l'exception de celles de Napoléon III et de Charles X, sont cependant conservées pour des raisons historiques mais leurs pierres précieuses sont remplacées par du verre coloré. 
La couronne de Napoléon Ier est maintenant exposée au musée du Louvre à Paris.

## Description
Comme il était courant avec les couronnes européennes, celle de Napoléon est composée de huit demi-arches ornées de camées en coquillage qui se rejoignent sur un globe doré, au sommet duquel est placée une croix. La couronne elle-même imite le style médiéval, dépendant totalement de ses décorations en or et entièrement dépourvue des décors de diamants et de joyaux à la mode dans les couronnes faites plus tard au XIXe siècle.